# Jason Momoa
Joseph Jason Namakaeha Momoa (n. 1 august 1979) este un actor american și model, cel mai bine cunoscut pentru rolul Ronon Dex (2005–2009) din Stargate Atlantis, cât și pentru rolul Khal Drogo din serialul HBO Urzeala Tronurilor.

## Viața
Jason Momoa s-a nǎscut în Honolulu, Hawaii la data de 1 august 1979. Mama sa, Coni Momoa, e de origine germanǎ, irlandezǎ și nativ americanǎ. Tatǎl sǎu este hawaian. Mama sa l-a crescut singurǎ în Norwalk, Iowa.
În prezent acesta are doi copii cu partenera sa, actrița Lisa Bonet: Lola Iolani Momoa (n. 2007), Nakoa-Wolf Manakauapo Namakaeha Momoa (n. 2008)

## Cariera
Momoa și-a început cariera ca un model în 1990, dupǎ ce a fost selecționat de creatorul de modǎ Takeo. În 1999 Momoa a câștigat  "Hawaii's Model of the Year". Ca actor a jucat prima datǎ în serialul "Baywatch", ulterior redenumit "Baywatch Hawaii" pentru sezoanele 1999-2001. Personajul sǎu, Jason Ioane, se nǎscuse în Hawaii, dar se mutase ulterior în Texas împreunǎ cu mama sa dupǎ dispariția tatǎlui sǎu. Cel mai tânǎr salvamar din serial, personajul lui Momoa era și cel mai determinat, prin comparație cu vedeta și producǎtorul, David Hasselhoff.
După sfârșitul seriei Baywatch (12 ani), Momoa a primit un rol secundar în comedia Johnson Family Vacation (2004), alături de Cedric the Entertainer și Vanessa Williams. În același an Momoa se întoarce pe micul ecran cu "North Shore". Din cauza numărului scăzut de vizualizări, serialul este oprit după primul sezon. Actorului i se oferă șansa de a juca în Stargate: Atlantis ca Ronon Dex, un specialist militar instruit în lupta corp-la corp. Deși SciFi Channel nu a fost de acord cu coafura acestuia, aceasta a avut succes ajungând rapid parte a imaginii personajului său. 
La data de 15 noiembrie 2008 Momoa a fost lovit în față cu o sticlă de bere suferind răni serioase. 140 de cusături au fost necesare și cicatricile mai sunt încă vizibile.
În 2011, Momoa apare în captivanta serie de pe HBO Urzeala Tronurilor pe baza seriei Cântec de gheață și foc a lui George R.R. Martin ca și Khal Drogo, un războinic barbar, bogat și influent care moare la sfârșitul primului sezon. Pe baza apariției lui în serie, acesta primește rolul de Conan în Conan Barbarul, un remake după originalul din 1982, cu Arnold Schwarzenegger. Acesta joacă alături de Rose McGowan, Stephen Lang and Ron Perlman. Momoa a urmărit un regim de șase săptămâni pentru cascadorii și arte marțiale.

## Filmografie

### Film
| † | Indică producții care nu au fost încă lansate |

| An   | Titlu                                           | Rol                    | Note                                                    | Ref.   |
| ---- | ----------------------------------------------- | ---------------------- | ------------------------------------------------------- | ------ |
| 2004 | Johnson Family Vacation                         | Navarro                |                                                         |        |
| 2007 | Pipeline                                        | Kai                    |                                                         |        |
| 2010 | Brown Bag Diaries: Ridin' the Blinds in B Minor | Mikey                  | Scurt-metraj; regizor, scenarist și producător executiv |        |
| 2011 | Conan the Barbarian                             | Conan                  |                                                         |        |
| 2012 | Bullet to the Head                              | Keegan                 |                                                         |        |
| 2014 | Road to Paloma                                  | Robert Wolf            | Regizor, co-scenarist și producător                     | [ 6 ]  |
| 2014 | Debug                                           | I Am                   |                                                         |        |
| 2014 | Wolves                                          | Connor                 |                                                         |        |
| 2016 | Batman v Superman: Dawn of Justice              | Arthur Curry / Aquaman | Cameo                                                   | [ 7 ]  |
| 2016 | Sugar Mountain                                  | Joe Bright             |                                                         | [ 8 ]  |
| 2017 | Once Upon a Time in Venice                      | Spider                 |                                                         | [ 9 ]  |
| 2017 | The Bad Batch                                   | Miami Man              |                                                         | [ 10 ] |
| 2017 | Justice League                                  | Arthur Curry / Aquaman |                                                         |        |
| 2018 | Braven                                          | Joe Braven             | Producător                                              |        |
| 2018 | Aquaman                                         | Arthur Curry / Aquaman |                                                         |        |
| 2019 | The Lego Movie 2: The Second Part               | Arthur Curry / Aquaman | Rol de voce                                             |        |
| 2020 | Gather                                          | Rolul său              | Documentar; producător executiv                         | [ 11 ] |
| 2021 | Zack Snyder's Justice League                    | Arthur Curry / Aquaman | Director's cut - Justice League                         |        |
| 2021 | Sweet Girl                                      | Ray Cooper             | Producător                                              |        |
| 2021 | Dune                                            | Duncan Idaho           |                                                         |        |
| 2022 | Slumberland                                     | Flip                   |                                                         | [ 12 ] |
| 2022 | The Last Manhunt                                | Big Jim                | Producător executiv                                     | [ 13 ] |
| 2023 | Fast X                                          | Dante Reyes            |                                                         | [ 14 ] |
| 2023 | The Flash                                       | Arthur Curry / Aquaman | Apariție nemenenționată după genericul de final         |        |
| 2023 | Aquaman and the Lost Kingdom                    | Arthur Curry / Aquaman | Co-scriitor al poveștii                                 |        |
| 2025 | Minecraft †                                     | Va fi anunțat          | Filmări                                                 |        |
| TBA  | In the Hand of Dante †                          | Va fi anunțat          | Filmări                                                 | [ 15 ] |

### Televiziune
| An        | Titlu                      | Rol                    | Note                                                      | Ref.   |
| --------- | -------------------------- | ---------------------- | --------------------------------------------------------- | ------ |
| 1999–2001 | Baywatch: Hawaii           | Jason Ioane            | Rol principal                                             | [ 16 ] |
| 2003      | Baywatch: Hawaiian Wedding | Jason                  | Film TV                                                   |        |
| 2003      | Tempted                    | Kala                   | Film TV                                                   |        |
| 2004–2005 | North Shore                | Frankie Seau           | Rol principal                                             |        |
| 2005–2009 | Stargate Atlantis          | Ronon Dex              | Rol principal                                             |        |
| 2009      | The Game                   | Roman                  | 4 episoade                                                |        |
| 2011–2012 | Game of Thrones            | Khal Drogo             | Rol secundar                                              | [ 17 ] |
| 2014–2015 | The Red Road               | Phillip Kopus          | Rol principal                                             | [ 18 ] |
| 2014–2015 | Drunk History              | Diverse roluri         | 2 episoade                                                |        |
| 2016–2018 | Frontier                   | Declan Harp            | Rol principal; și producător executiv                     | [ 19 ] |
| 2018–2023 | Saturday Night Live        | Rolul său (gazdă)      | 4 episoade                                                | [ 20 ] |
| 2019      | The Simpsons               | Rolul său (voce)       | Episodul: "The Fat Blue Line"                             |        |
| 2019–2022 | See                        | Baba Voss              | Rol principal                                             | [ 21 ] |
| 2022      | Peacemaker                 | Arthur Curry / Aquaman | Episode: "It's Cow or Never", cameo nemenționat           |        |
| 2023      | The Climb                  | Rolul său              | 8 episoade                                                |        |
| TBA       | Chief of War               | TBA                    | Miniserial, de asemenea co-creator și producător executiv |        |